# 香港人名
由于香港粤语的使用、民族的多样性以及英语在香港擁有官方语言的地位，香港人的英文名稱一般与中国大陆人名的英文名稱有所差异。
以香港英文名为例，林郑月娥的英文名稱就是按照英文名+个人名+香港粤语姓的格式。姓氏位于名字最後（或在前面並加上逗號），一般都是大写的。
一般来说，广东人大多采用粤语的一种或另一种罗马化方式，但非广东移民可能会保留家乡的英文拼法。例如，在香港英语中使用上海话的拼音，比在上海官方使用的上海話拼音更为普遍，因为上海自中华人民共和国成立以来一直使用漢語拼音。
香港人的華人名字，有时也有華人姓氏，在使用英文时，可以用英文名字补充或代替。如无血缘关系的演员梁朝伟（Tony Leung Chiu-Wai）和梁家辉（Tony Leung Ka-fai），香港的名字可能遵循英文人名+粤语姓氏+粤语人名的格式。香港对英文名字的使用并没有很好的研究和记载，香港的英文名字可以包括一些西方世界不常见的名字，例子有袁國強（Rimsky Yuen）、周一嶽（York Chow）、陈豪（Moses Chan）等。香港英文名的灵感可以来自于月份名、运动品牌和奢侈品牌。較為傳統的英文名稱可能會因字母的添加、取代或刪除而變形（如），以及使用後綴如「-son」（如）。这些类别（加法、替换、以音为基础等）是产生创意香港名字的基本方法。